# 喙壳纲
喙壳纲（学名：Rostroconchia）是软体动物门中的一个已絕滅的纲，本綱动物目前未发现有现生种，全部为化石种。喙殼綱动物的形态接近双壳类，所以在發現之初，曾被認為是同類物種。但現時已知它们的壳体最初阶段是从一个原点形成一个原壳，再发育成为具有类似双壳形态的成年壳体。因此，这是一类具有“假双壳”形态的单壳软体动物。
本纲动物从寒武纪早期出现，到二叠纪晚期绝灭，1972年被正式命名为喙壳纲。

## 分类
目前全世界发现的喙壳纲动物化石共有40多个属，综合其外部形态、内部构造和个体发育等特征，将其分为3目7科：
- 利培壳目 Ribeirioida
  - 利培壳科 Ribeiriidae
  - 敏蜂壳科 Technophoridae
- 强壮壳目 Ischyrinioida 
  - 强壮壳科 Ischyriniidae
- 锥鸟壳目 Conocardioida 
  - 始翼壳超科 Eopteriacea
    - 始翼壳科 Eopteriidae

  - 锥鸟壳超科 Conocardiacea 
    - 锥鸟壳科 Conocardiidae
    - 勃氏壳科 Bransoniidae
    - 马心壳科 Hippocardiidae